# Zeche Gierendeller Siepen
Die Zeche Gierendeller Siepen ist ein ehemaliges Steinkohlenbergwerk in Essen-Stadtwald-Baldeney. Die Zeche war auch unter den Namen Zeche Gyrendeller Siepen, Zeche Girendeller Siepen oder Zeche Girondeller Siepen bekannt. Sie war bereits vor 1780 durch eine Aufteilung der Zeche Gierendelle in vier eigenständige Bergwerke entstanden.

## Geschichte

### Die Anfänge
Die Berechtsame umfasste bei der Verleihung ein Längenfeld, das Feld befand sich oberhalb des Baldeneyer Berges. Im Jahr 1798 wurde die Mutung für ein weiteres Flöz eingelegt. Am 9. August desselben Jahres stellte der Reichsabt zu Werden einen Schürfschein und einen Mutschein aus. Empfänger dieser Scheine waren Ludger Stennes und Henrich Witte. In den Folgejahren wurde nur eine geringe Förderung erzielt.

### Die weiteren Jahre
Die ersten Förderzahlen stammen aus dem Jahr 1802, es wurden fünf Ringel Steinkohle am Tag gefördert. Am 31. Juli desselben Jahres wurden der Schürf- und der Mutschein letztmals erneuert. Im Jahr 1803 kam es zu Berechtsamsschwierigkeiten mit der Zeche Duvenkampsbank. Im darauffolgenden Jahr wurde am 17. März eine Mutung auf das Tiefste eingelegt. Als Muter trat Ludger Stennes auf. Stennes legte die Mutung im Namen der Gewerkschaft ein. Im Jahr 1805 wurde der bergrechtlich vorgeschriebene Zehnte nachweislich gezahlt. Am 30. Mai des Jahres 1833 wurde die erneute Inaugenscheinnahme durchgeführt. Am 5. August des Jahres 1841 erfolgte die Neuverleihung für das Längenfeld. Ab dem vierten Quartal des Jahres 1855 war das Bergwerk in Betrieb, es wurden 129 preußische Tonnen gefördert. Im Jahr 1858 wurde ein Querschlag aufgefahren, die Belegschaftsstärke betrug neun Bergleute. Im Jahr 1860 wurde die Zeche Gierendeller Siepen stillgelegt.

## Heutiger Zustand
Von den Gierendeller Zechen wurden im Jahr 1932 noch zwei fast unzerstörte Stollen im Heisinger Steinbruch gefunden.